# Orlando Bosch Ávila
Orlando Bosch Ávila (Potrerillo, Provincia de Villa Clara, Cuba, 18 de agosto de 1926 -Miami, Estados Unidos, 27 de abril de 2011), fue un médico exiliado cubano en Miami desde 1960, antiguo terrorista y agente que, en su momento, estuvo respaldado por la Agencia Central de Inteligencia de los Estados Unidos (CIA), quien llegaría a ser la cabeza de la Coordinación de Organizaciones Revolucionarias Unidas (CORU), la cual sería posteriormente descrita por el FBI como “el paraguas de una organización terrorista anticastrista”.
El exfiscal general de justicia estadounidense Dick Thornburgh llegaría a definir a Bosch como un “terrorista no arrepentido”. En 1968 es condenado a prisión por ametrallar a un carguero polaco en el Puerto de Miami; sólo cumplió 4 años.
Fundador de la CORU para ejecutar diversas acciones terroristas contra el gobierno cubano en Costa Rica, Panamá, Jamaica y México. Participó entre 1961 y 1968 en más de 30 actos de sabotajes y violencia en Estados Unidos, Puerto Rico, Panamá y Cuba.
Ha sido acusado de haber formado parte del Plan Cóndor. Bosch ingresó a Venezuela en 1976, bajo la protección del presidente Carlos Andrés Pérez y estuvo involucado en el atentado terrorista contra el vuelo 455 de Cubana de Aviación del 6 de octubre de 1976, el cual provocó la muerte de las 73 personas a bordo. Se ha alegado que la planeación de este último ataque fue realizada en una reunión que tuvo lugar en Washington D. C. durante 1976, a la cual asistieron Bosch, Luis Posada Carriles y Michael Townley. Posteriormente se sugeriría que durante ese mismo encuentro se había realizado la planificación del asesinato del exiliado chileno Orlando Letelier.

## Primeros años
Orlando Bosch Ávila nació el 18 de agosto de 1926 en el pueblo de Potrerillo, 240 kilómetros al este de La Habana. Su madre era maestra de escuela y su padre era dueño de un restaurante. En 1946 Bosch se matriculó en la facultad de medicina de la Universidad de La Habana, donde se hizo amigo del futuro dictador cubano Fidel Castro. Bosch era presidente del cuerpo estudiantil de la facultad de medicina, mientras que Castro era jefe del cuerpo estudiantil de la facultad de derecho. Castro era sólo cinco días más joven que Bosch. Bosch diría más tarde que los dos eran amigos cercanos que frecuentemente fumaban puros juntos. Mientras eran estudiantes, ambos trabajaron contra de la dictadura de Fulgencio Batista. Según un compañero suyo, el temperamento fogoso de Bosch le valió el sobrenombre de "Piro", que significa pirómano.
Después de graduarse, Bosch se mudó a Toledo, Ohio, para realizar una pasantía en pediatría, a partir de 1952. Luego regresó a Cuba para trabajar como médico en la provincia de Santa Clara. Sus actividades incluyeron la vacunación de niños contra la polio. También organizó encubiertamente la guerra de guerrillas de Fidel Castro contra el gobierno de Batista.

## Después de la Revolución cubana
En 1960, sin embargo, menos de un año y medio después de que Castro derrocara a Batista, se mudó a Miami con su esposa Myriam, una compañera graduada de la escuela de medicina. Se llevaron a sus cuatro hijos y pronto tuvieron otro hijo. Antes había ayudado a organizar del grupo anticastrista Rebelión del Escambray, dirigiendo un pequeño, pero, efectivo grupo llamado el MIRR (Movimiento de Independencia y Recuperación Revolucionaria). Junto a Víctor Paneque y Eliezer Grave de Peralta, dos ex-oficiales 
Orlando Bosch se puso en contacto con la Agencia Central de Inteligencia en 1962 y en 1963, como esa propia agencia de inteligencia lo ha históricamente reconocido, y así consta en el Archivo de Seguridad Nacional (National Security Archive) estadounidense. En esos tiempos, Bosch era el coordinador general del Movimiento de Recuperación Revolucionaria (MRR). Fue miembro de la Operación 40.
Por su parte, el investigador belga Marcel Dehaeseleer cree que Orlando Bosch es «el hombre de piel oscura» sentado al lado del «hombre del paraguas» en la famosa filmación realizada por Abraham Zapruder del asesinato del presidente John F. Kennedy en la ciudad de Dallas (estado de Texas) el 22 de noviembre de 1963. Bosch testificó ante el Comité Selecto de la Cámara sobre Asesinatos (House Select Committee on Assassinations) estadounidense que él se encontraba en su casa de Miami cuando el entonces presidente estadounidense fue asesinado.

Orlando Bosch ingresó a Venezuela a mediados de septiembre de 1976 bajo la protección del entonces presidente Carlos Andrés Pérez, según el Archivo de Seguridad Nacional. Un documento de la Agencia Central de Inteligencia describía una recolección de fondos de 1000 dólares que había tenido lugar en Caracas entre el 22 de septiembre y el 5 de octubre de 1976, para contribuir a financiar las actividades (terroristas) de Orlando Bosch. El informante citó a Bosch haciendo una oferta a algunos funcionarios venezolanos para perpetrar actos de violencia en los Estados Unidos, cuando el presidente Pérez visitó la Sede de la Organización de las Naciones Unidas en noviembre de ese año, «en compensación por una sustancial contribución en efectivo a la organización de Bosch.» También Bosch fue oído afirmando:
«Ahora que nuestra organización ha salido bien del trabajo de Letelier, vamos a tratar de hacer algo más».
Varios días después, se llegaría a informar que «vamos a atacar un avión cubano» y que «Orlando tiene los detalles» (tanto las afirmaciones de Bosch como las de Posada fueron citadas en un informe del 18 de octubre de 1976 al entonces Secretario de Estado Henry Kissinger, depositado en el Archivo Nacional de Seguridad recién el 17 de mayo de 2005).
Funcionarios judiciales del área metropolitana de Miami vincularon a Bosch con algunos atentados dinamiteros, incluyendo una explosión en las oficinas de Mackey Airlines en 1977, luego de que esa aerolínea anunciase planes de reanudar sus vuelos a Cuba.

### Arresto y posterior liberación
En 1968, Bosch fue arrestado en la Florida por haber atacado un carguero polaco con un rifle sin retroceso de 57 mm (la República Popular de Polonia estaba gobernada por el Partido Obrero Unificado Polaco y Bosch consideraba que contribuía a sostener al gobierno de Fidel Castro). Debido a ese incidente, fue condenado a 10 años de prisión. Bosch cumplió cuatro años de su condena antes de ser puesto en libertad condicional en 1972. El 12 de abril de 1974, violó la libertad condicional y huyó a Venezuela , poco después de que le entregaran una citación en un caso que involucraba con el asesinato del líder exiliado cubano José de la Torriente, Bosch afirmó no tener nada que ver, pero añadió que se alegraba de que el hombre estuviera muerto..

### Atentado al vuelo 455 de Cubana de Aviación
El 6 de octubre de 1976, el Douglas DC-8 que realizaba el vuelo 455 de Cubana fue destruido en un atentado terrorista poco después de haber despegado, supuestamente mediante la explosión de una bomba que habría sido colocada en el baño de la aeronave. Las 73 personas a bordo de la misma, entre pasajeros y tripulación, murieron en el ataque. Entre los primeros se hallaban los entonces jóvenes miembros del equipo nacional cubano de esgrima, además de cinco personas norcoreanas (cuatro funcionarios del régimen comunista de Kim Il-sung y un camarógrafo). A la planificación de ese ataque habrían concurrido Luis Posada Carriles y el estadounidense Michael Townley. Bosch estuvo encarcelado en Venezuela durante un tiempo, esperando ser juzgado por el rol que supuestamente había desempeñado en el atentado, pero finalmente nunca resultaría condenado por esas acusaciones, siendo absuelto en 1980.

### Últimos años
En 1987, aproximadamente una década después del atentado al vuelo 455, Bosch quedó libre de los cargos que le habían imputado en Venezuela y así pudo viajar a los Estados Unidos, asistido por el entonces embajador de los EE. UU. en Caracas, Otto Reich. En Miami fue finalmente detenido debido a la violación de los términos de su libertad condicional. Bosch estuvo detenido en los Estados Unidos durante seis meses hasta que, una vez que los cargos contra él hubieron caído, pudo vivir libremente en ese país. Varios asumen[¿quién?] que fue perdonado por el expresidente estadounidense George Bush.
Bosch solo fue liberado después que algunos influyentes miembros de la comunidad cubano-estadounidenses presionasen al gobernador del estado de la Florida, Jeb Bush, hermano del expresidente estadounidense George W. Bush, para que su padre interviniese en representación de Bosch. Aunque varios países habían en ese entonces pedido la extradición de Bosch, él continuó viviendo durante el resto de su vida en los Estados Unidos. La presión política para otorgar un perdón a Bosch comenzó durante una campaña congresista dirigida por Ileana Ros-Lehtinen, ella misma una cubano-estadounidense, bajo la supervisión de su entonces gerente de campaña Jeb Bush.
En la edición del 11 de junio de 2009 del diario Granma, expresó enojo ante la falta de nuevos cargos criminales contra él, declarando que «meses después del cambio de administración en Washington en referencia a la asunción del presidente Barack Obama, nada parece hacer cambiado en la república bananera donde el monstruoso Orlando Bosch, el pediatra asesino, duerme pacíficamente en su cama».

## Citas
- “Todos los aviones de Castro son aviones de guerra”, en 1987, defendiendo el atentado terrorista de 1976 contra el vuelo 455 de Cubana.
- “No había inocentes en ese avión”, refiriéndose a las víctimas del ataque anterior.
- “Ahora que nuestra organización ha salido bien del trabajo de Letelier, vamos a tratar [de hacer] algo más” (En relación con el asesinato en Washington D. C. -mediante la colocación de una bomba debajo de su automóvil- de quien fuera el canciller chileno durante el gobierno del presidente marxista Salvador Allende).